# Gewerkschaftsstreit
Der Gewerkschaftsstreit war eine Auseinandersetzung innerhalb des katholischen Milieus nach der Wende zum 20. Jahrhundert. Dabei ging es letztlich um die Frage nach Legitimität der christlichen Gewerkschaften im Rahmen der katholischen Kirche.

## Positionen
Innerhalb des katholischen Milieus gab es vor dem Ersten Weltkrieg grundsätzliche Auseinandersetzungen zwischen modernen und antimodernen Tendenzen. Während die erste insbesondere vom Sozialkatholizismus repräsentiert wurde, bezeichnete man die Anhänger der Gegenseite einige Zeit später als Integralisten. Als „integralistisch“ wurde ihr Grundüberzeugung bezeichnet: „Wer sich auf christliche Grundsätze berief, musste gewärtig sein, sich damit der Oberhoheit der katholischen Kirche und damit des Papstes unterstellz zu haben, wenn es um die Auslegung oder Überprüfung dieser Grundsätze ging.“
Diese Auseinandersetzungen wurden auf sozialpolitischer Ebene im so genannten Gewerkschaftsstreit ausgetragen. Im katholischen Milieu hatten sich im Zusammenhang mit der Industrialisierung und der Urbanisierung neben den im engeren Sinn kirchlichen Vereinen und Bruderschaften gegen Ende des 19. Jahrhunderts einige große sozialpolitisch aktive Organisationen gebildete. Zu diesen gehörte etwa der Volksverein für das katholische Deutschland. In das Umfeld gehörten auch die von ihrem Anspruch her überkonfessionellen, faktisch jedoch überwiegend katholisch geprägten christlichen Gewerkschaften.
Hinter dem Streit standen das Problem nach der katholischen Legitimität der christlichen Gewerkschaften und die Frage, ob Katholiken sich auch nichtkatholischen Organisationen anschließen durften. 
- Die so genannte Kölner und Mönchengladbacher Richtung bildeten Gewerkschaftsführer insbesondere aus dem Umfeld des Volksvereins mit Sitz in Mönchengladbach und aus dem Rheinland. Sie standen für demokratische Traditionen und Emanzipationstendenzen innerhalb des Katholizismus. Maßgebende Vertreter der Kölner und Mönchengladbacher Richtung waren unter anderem Franz Hitze, August Pieper und Heinrich Brauns.
- Die so genannte Berliner Richtung erhielt ihren Namen vom „Verband der katholischen Arbeitervereine, Sitz Berlin“,[2] der 1903 unter der Mitwirkung von Geistlichen als Präsides gegründet wurde und dem sich insbesondere die katholischen Arbeitervereine aus Nord- und Ostdeutschland anschlossen. 1913 zählte er rund 124.000 Mitglieder. Die Berliner Richtung beharrte darauf, dass die Kirche das gesamte wirtschaftliche und soziale Leben zu durchdringen habe. Ihre führenden Persönlichkeiten waren die Bischöfe von Trier und Breslau, Michael Felix Korum und Georg von Kopp sowie Pfarrer Maximilian Beyer in Berlin-Lichterfelde. Bischof Korum äußerte etwa: „Auch wenn die Gewerkschaften nur katholische Mitglieder aufwiesen, die Leitung aber einem Arbeiter zuwiesen, müssten wir sie bekämpfen. Alles kommt darauf an, dass die Geistlichen die katholischen Arbeiter in der Hand behalten.“[3]

Zwischen beiden Seiten wurde der Streit mit Vehemenz und Polemik bis zum Kriegsausbruch geführt.

## Verlauf und Folgen
Der Konflikt führte zunächst zur Spaltung der katholischen Arbeitervereine. Der „Verband der katholischen Arbeitervereine, Sitz Berlin“ lehnte die Mitgliedschaft in Gewerkschaften ab. Zwar gab es sogenannte Fachabteilungen, aber diese waren kein Ersatz für eine gewerkschaftliche Interessenvertretung. Der weitaus größere Teil blieb als westdeutscher Verband der Arbeitervereine mit über 450.000 Mitgliedern ein wichtiger Teil der Köln-Mönchengladbacher Richtung. Auch die süddeutschen Arbeitervereine lehnten den Integralismus ab.
Innerhalb der christlichen Gewerkschaften selbst führte der Streit ebenfalls zu erheblichen Spannungen. Während August Brust und der von ihm geleitete Christliche Bergarbeiterverband letztlich für eine Überwindung der richtungsgewerkschaftlichen Spaltung der deutschen Gewerkschaftsbewegung eintrat, was auf eine Zusammenarbeit mit den sozialdemokratisch orientierten freien Gewerkschaften und eine Einheitsgewerkschaft hinausgelaufen wäre, stand Franz Wieber und der von ihm geführte christliche Metallarbeiterverband (CMV) für eine katholische Ausrichtung der christlichen Gewerkschaften. Dies führte zeitweise zum Ausschluss des CMV aus dem Gesamtverband der christlichen Gewerkschaften. Stattdessen sollte der überwiegend protestantische Siegerländer Metall- und Bergarbeiterverband und der katholische Sauerländer Gewerkverein eine neue Zentralorganisation bilden. Als dieser Versuch scheiterte, wurde der CMV zwar wieder aufgenommen, damit war der Kurs zur Überwindung der Richtungsgewerkschaften aber blockiert.
Insgesamt konnten sich die nicht integralistischen Positionen zwar behaupten, mussten aber erhebliche Einschränkungen hinnehmen. Eine päpstliche Enzyklika von 1912 Singulari quadam sprach sich eindeutig für konfessionelle Arbeitervereine und ihre Fachabteilungen aus. Christliche Gewerkschaften wurden in Ländern wie Deutschland danach zwar geduldet, aber nur insoweit ihre katholischen Mitglieder gleichzeitig auch in den Arbeitervereinen organisiert wären und die Gewerkschaften nicht gegen die kirchliche Lehrmeinung verstießen. Dieser Kompromiss war nur zustande gekommen, weil sich der Kölner Erzbischof Fischer, die Führung der Zentrumspartei und auch die Reichsregierung bei Pius X. gegen eine Verurteilung der christlichen Gewerkschaften eingesetzt hatten.
Dennoch war der Streit innerhalb des deutschen Katholizismus nicht beendet. Erst die Enzyklika Quadragesimo anno von 1931 beendete ihn im Wesentlichen zugunsten der Gewerkschaften.
Negative Auswirkungen hatten die Auseinandersetzungen nicht zuletzt für die christlichen Gewerkschaften. Sie waren zeitweise fast handlungsunfähig. Angesichts der päpstlichen Entscheidung von 1912 konnten sie es nicht wagen, sich etwa an Streiks zu beteiligen. Nicht zuletzt aus diesem Grund fand der große Bergarbeiterstreik von 1912 im Ruhrgebiet ohne die Beteiligung des christlichen Bergarbeiterverbandes statt. Im Saarrevier hatte der Trierer Bischof Korum sich schon 1903 gegen die Beteiligung der christlichen Gewerkschaften gewandt. Die sozialdemokratisch orientierten freien Gewerkschaften haben von dieser Schwäche profitiert. Auch der sozialpolitisch engagierte Volksverein für das katholische Deutschland sah sich vor dem Hintergrund der Auseinandersetzungen genötigt, einen vorsichtigen Kurs zu steuern. Die Zentrumspartei konnte zwar ihre Unabhängigkeit bewahren, aber während des parallel stattfindenden Zentrumsstreits scheiterte der Versuch zur Überwindung der Konfessionsgrenzen.
Es gibt auch Hinweise darauf, dass der Gewerkschaftsstreit zur Abwendung katholischer Arbeiter vom Zentrum geführt hat. Hatten 1903 noch 68 % der katholischen Wähler für diese Partei gestimmt, so waren es 1912 nur noch 54 %.